# Mistrovství světa v basketbalu žen 1964
4. mistrovství světa  v basketbalu žen proběhlo v dnech 18. dubna – 4. května v Peru.
Turnaje se zúčastnilo třináct týmů. Dvanáct družstev bylo rozděleno do tří čtyřčlenných skupin, z nichž první dvě postoupila do finálové skupiny, kde se hrálo o medaile. Domácí Peru bylo nasazeno přímo do finálové skupiny. Týmy, které v základních skupinách skončily na třetím a čtvrtém místě, hrály o 8. – 13. místo. Mistrem světa se stalo družstvo Sovětského svazu.

## Výsledky a tabulky

### Skupina A
|    |             | TCH   | YUG   | KOR   | ARG   | V | P | Skóre   | B |
| 1. | ČSSR        | ***   | 74:48 | 77:72 | 72:51 | 3 | 0 | 223:171 | 6 |
| 2. | Jugoslávie  | 48:74 | ***   | 60:57 | 78:47 | 2 | 1 | 186:178 | 5 |
| 3. | Jižní Korea | 72:77 | 57:60 | ***   | 87:58 | 1 | 2 | 216:195 | 4 |
| 4. | Argentina   | 51:72 | 47:78 | 58:87 | ***   | 0 | 3 | 156:237 | 3 |

 Jižní Korea -  Argentina 87:58 (37:26)
18. dubna 1964 - Arequipa
 ČSSR -  Jižní Korea 77:72 (35:33, 63:63pp)
19. dubna 1964 - Arequipa
 Jugoslávie -  Argentina 78:47 (40:17)
19. dubna 1964 - Arequipa
 ČSSR -  Argentina 72:51 (30:29)
20. dubna 1964 - Arequipa
 Jugoslávie -  Jižní Korea 60:57 (34:35)
20. dubna 1964 - Arequipa
 ČSSR -  Jugoslávie 74:48 (44:21)
21. dubna 1964 - Arequipa

### Skupina B
|    |           | BUL   | USA   | FRA   | PAR   | V | P | Skóre   | B |
| 1. | Bulharsko | ***   | 52:39 | 74:44 | 49:28 | 3 | 0 | 175:111 | 6 |
| 2. | USA       | 39:52 | ***   | 48:37 | 54:39 | 2 | 1 | 141:128 | 5 |
| 3. | Francie   | 44:74 | 37:48 | ***   | 38:32 | 1 | 2 | 119:154 | 4 |
| 4. | Paraguay  | 28:49 | 39:54 | 32:38 | ***   | 0 | 3 | 99:141  | 3 |

 Bulharsko -  Paraguay 49:28 (22:12)
??. dubna 1964 - Chiclayo
 USA -  Francie 48:37 (18:18)
??. dubna 1964 - Chiclayo
 USA -  Paraguay 54:39 (28:17)
??. dubna 1964 - Chiclayo
 Bulharsko -  Francie 74:44 (40:22)
??. dubna 1964 - Chiclayo
 Francie -  Paraguay 38:32 (11:7)
??. dubna 1964 - Chiclayo
 Bulharsko -  USA 52:39 (28:15)
??. dubna 1964 - Chiclayo

### Skupina C
|    |          | URS   | BRA   | CHI   | JPN   | V | P | Skóre   | B |
| 1. | SSSR     | ***   | 68:50 | 91:28 | 86:39 | 3 | 0 | 245:117 | 6 |
| 2. | Brazílie | 50:68 | ***   | 78:47 | 86:39 | 2 | 1 | 208:165 | 5 |
| 3. | Chile    | 28:91 | 47:78 | ***   | 84:55 | 1 | 2 | 159:224 | 4 |
| 4. | Japonsko | 39:86 | 50:80 | 55:84 | ***   | 0 | 3 | 144:250 | 3 |

 Chile -  Japonsko 84:55 (35:32)
??. dubna 1964 - Tacna
 SSSR -  Chile 91:28 (42:12)
??. dubna 1964 - Tacna
 Brazílie -  Chile 78:47 (34:20)
??. dubna 1964 - Tacna
 SSSR -  Japonsko 86:39 (40:23)
??. dubna 1964 - Tacna
 Brazílie -  Japonsko 80:50 (45:14)
??. dubna 1964 - Tacna
 SSSR -  Brazílie 68:58 (32:24)
??. dubna 1964 - Tacna

### Finále
|    |            | URS   | TCH   | BUL   | USA   | BRA   | YUG   | PER   | V | P | Skóre   | B  |
| 1. | SSSR       | ***   | 70:35 | 72:55 | 71:37 | 70:47 | 73:45 | 80:41 | 6 | 0 | 436:260 | 12 |
| 2. | ČSSR       | 35:70 | ***   | 76:63 | 50:31 | 69:41 | 60:52 | 80:30 | 5 | 1 | 378:287 | 11 |
| 3. | Bulharsko  | 55:72 | 63:76 | ***   | 46:42 | 60:49 | 60:38 | 79:44 | 4 | 2 | 363:321 | 10 |
| 4. | USA        | 37:71 | 31:50 | 42:46 | ***   | 51:43 | 50:46 | 59:38 | 3 | 3 | 270:294 | 9  |
| 5. | Brazílie   | 47:70 | 41:69 | 49:60 | 43:51 | ***   | 66:52 | 95:36 | 2 | 4 | 341:338 | 8  |
| 6. | Jugoslávie | 45:73 | 52:60 | 38:60 | 46:50 | 52:66 | ***   | 71:45 | 1 | 5 | 304:354 | 7  |
| 7. | Peru       | 41:80 | 30:88 | 44:79 | 38:59 | 36:95 | 45:71 | ***   | 0 | 6 | 234:472 | 6  |

 SSSR -  Jugoslávie 73:45 (35:18)
??. dubna 1964 - Lima
 ČSSR -  USA 50:31 (20:13)
??. dubna 1964 - Lima
 Jugoslávie -  Peru 71:45 (33:18)
??. dubna 1964 - Lima
 SSSR -  Brazílie 70:47 (22:21)
??. dubna 1964 - Lima
 ČSSR -  Bulharsko 76:63 (32:33)
??. dubna 1964 - Lima
 USA -  Peru 59:38 (23:20)
??. dubna 1964 - Lima
 Brazílie -  Jugoslávie 66:52 (33:29)
??. dubna 1964 - Lima
 SSSR -  ČSSR 70:35 (34:14)
??. dubna 1964 - Lima
 Bulharsko -  Jugoslávie 60:38 (35:11)
??. dubna 1964 - Lima
 Bulharsko -  Peru 79:44 (40:13)
??. dubna 1964 - Lima
 USA -  Brazílie 51:43 (23:24)
??. dubna 1964 - Lima
 SSSR -  Peru 80:41 (35:9)
??. dubna 1964 - Lima
 ČSSR -  Jugoslávie 60:52 (36:31)
??. dubna 1964 - Lima
 Bulharsko -  Brazílie 60:49 (19:24)
??. dubna 1964 - Lima
 SSSR -  USA 71:37 (20:17)
??. dubna 1964 - Lima
 Brazílie -  Peru 95:36 (43:22)
??. dubna 1964 - Lima
 Bulharsko -  USA 46:42 (24:21)
??. dubna 1964 - Lima
 ČSSR -  Peru 88:30 (40:17)
??. dubna 1964 - Lima
 USA -  Jugoslávie 50:46 (16:22)
??. dubna 1964 - Lima
 ČSSR -  Brazílie 69:41 (38:14)
??. dubna 1964 - Lima
 SSSR -  Bulharsko 72:55 (35:25)

### O 8. - 12. místo
|     |             | KOR   | JPN   | FRA   | CHI   | PAR   | ARG   | V | P | Skóre   | B  |
| 8.  | Jižní Korea | ***   | 70:61 | 65:53 | 68:45 | 73:49 | 82:59 | 5 | 0 | 358:267 | 10 |
| 9.  | Japonsko    | 61:70 | ***   | 65:57 | 48:52 | 60:52 | 66:49 | 3 | 2 | 300:280 | 8  |
| 10. | Francie     | 53:65 | 57:65 | ***   | 59:61 | 54:43 | 71:63 | 2 | 3 | 294:297 | 7  |
| 11. | Chile       | 45:68 | 52:48 | 61:59 | ***   | 50:56 | 37:59 | 2 | 3 | 245:290 | 7  |
| 12. | Paraguay    | 49:73 | 52:60 | 43:54 | 56:50 | ***   | 73:56 | 2 | 3 | 273:293 | 7  |
| 13. | Argentina   | 59:82 | 49:66 | 63:71 | 59:37 | 56:73 | ***   | 1 | 4 | 286:329 | 6  |

 Chile -  Japonsko 52:48 (22:21)
??. dubna 1964 - Lima
 Argentina -  Chile 59:37 (26:23)
??. dubna 1964 - Lima
 Japonsko -  Francie 65:57 (29:27)
??. dubna 1964 - Lima
 Jižní Korea -  Paraguay 73:49 (30:19)
??. dubna 1964 - Lima
 Jižní Korea -  Japonsko 70:61 (26:24)
??. dubna 1964 - Lima
 Paraguay -  Chile 56:50 (34:28)
??. dubna 1964 - Lima
 Francie -  Argentina 71:63 (35:32)
??. dubna 1964 - Lima
 Japonsko -  Argentina 66:49 (34:24)
??. dubna 1964 - Lima
 Francie -  Paraguay 54:43 (23:21)
??. dubna 1964 - Lima
 Jižní Korea -  Chile 68:45 (40:17)
??. dubna 1964 - Lima
 Japonsko -  Paraguay 60:52 (25:28)
??. dubna 1964 - Lima
 Jižní Korea -  Argentina 82:59 (34:23)
??. dubna 1964 - Lima
 Chile -  Francie 61:59 (30:22)
??. dubna 1964 - Lima
 Paraguay -  Argentina 73:56 (38:24)
??. dubna 1964 - Lima
 Jižní Korea -  Francie 65:53 (31:26)
??. dubna 1964 - Lima

## Soupisky
1.  SSSR
| - Aliza Antipinová - Gena Orjolová - Lídia Leontijevová - Ljuda Kukanovová | - Nelli Fominychová - Nina Poznaňská - Raisa Šalimovová - Skajdrita Smildziniaová | - Tâmara Sliděnková - Tanja Sorokinová - Valve Ljucepová |

- Trenér: Butautas Stepas

2.  ČSSR
| - Věra Horáková - Dagmar Hubálková - Milena Jindrová - Helena Malotová | - Marta Melicharová - Olga Přidalová - Sylva Richterová - Marie Soukupová | - Vlasta Šourková - Věra Koťátková - Milena Blahoutová - Helena Zvolenská |

- Trenér: Svatopluk Mrázek.

3.  Bulharsko
| - Dora Kusovová - Dora Vasilevová - Elena Gospodinovová - Elena Kafalievová | - Elisaveta Morovová - Ermila Popovová - Niza Borisovová - Tânia Todorovová | - Tinka Dinevová - Vanja Vojnovová - Veselina Manikovová - Veselka Popovová |

- Trenér: Mitev Dimitar

4.  USA
| - Alberta Cox - Betty Ramsen - Betty Searles - Carole Phillips | - Cinay Wiginton - Doris McDarmitt - Doris Regers - Margie Hunt | - Neal Patay - Opal Begart - Peg Paterson - Rita Harley |

- Trenér: Harley Redin

5.  Brazílie
| - Benedita Castro - Delcy Marques - Laís Elena Aranha - Luigina Agostinelli | - Maria Helena Campos "Heleninha" - Maria Helena Cardoso - Marlene Bento - Nadir Bazzani | - Nilza Garcia - Norma Pinto "Norminha" - Rita de Cássia de Oliveira "Ritinha" - Zilá Nepomuceno |

- Trenér: Almir Nélson de Almeida

6.  Jugoslávie
| - Bosiljka Pešičová - Cmiljka Kaluševičová - Darinka Saranovičová - Gisela Ferengová | - Gordana Baragaová - Jelica Kaleničová - Marija Micaová - Milica Radovanovičová | - Olga Djokovičová - Ruzica Meglajová - Sonja Mraková - Spomenka Milojevičová |

- Trenér: Marjan Pasarič

7.  Peru
| - Consuelo Villacorta - Delia Reyes - Elena Mori - Elizabeth Chavez | - Guadalupe Gallardo - Irene Azalde - Martha Mendoza - Nelly Torres | - Nelly Vargas - Olga Campbell - Rosa Salhuana - Zobeida Chavez |

- Trenér: Jim McGregor

8.  Jižní Korea
| - Hong-Dae Shin - Hyum-Ae Choe - Hyun-Ja Lee - Kyong-Ok Shing | - Kyung-Ja Lee - Mi-Ja Um - Moon-Ja Lee - Myum-Ja Kim | - Ock-Ja Youn - Ok-Soon Kang - Shung-Sun Ra - Sin-Ja Park |

- Trenér: Ri-Ching Chang

9.  Japonsko
| - Akiko Kanetake - Etsuko Kojima - Kiwako Ohki - Koyoko Sakai | - Misako Furuta - Nagako Yamaguchi - Sadako Hayafuku - Skoko Akiyama | - Takeko Namba - Yoshimi Fujiwara - Yosiko Ohta - Yosuko Kataoka |

- Trenér: Masayuki Katsura

10.  Francie
| - Annie Prugneau - Danielle Peter - Genevieve Guinchard - Genevieve Mazel | - Jacqueline Cator - Jacqueline Delachet - Jacqueline Verote - Maryvonne Carzino | - Nicole Pierre - Nicole Robert - Pierrete Vignot - Yanick Stephan |

- Trenér: Geogette Coste

11.  Chile
| - Aurora Echague - Cristina Faudez - Elena Velásquez - Eugenia Lupayante | - Inês Segovia - Ismenia Pauchard - Julia Romero - Maria Villareal | - Onesima Reyes - Ortencia Azaga - Silvia Echague - Yolanda Oina |

- Trenér: Raul Lopez

12.  Paraguay
| - Alcira Lopez - Alva Rivas - Carmem De Márquez - Colomba Marquez | - Dionísia Echague - Francisca Gonzales - Luisa Lopez - Maria Gonzáles | - Mena Estela Lopez - Pricilda Dominguez - Ursula Nunila Echague - Virgilia Figueredo |

- Trenér: Jorge Bogado

## Konečné pořadí
| Pořadí           | Tým         | Z | V | P | Skóre   | B  |
| ---------------- | ----------- | - | - | - | ------- | -- |
| Zlatá medaile    | SSSR        | 9 | 9 | 0 | 681:385 | 18 |
| Stříbrná medaile | ČSSR        | 9 | 8 | 1 | 601:458 | 17 |
| Bronzová medaile | Bulharsko   | 9 | 7 | 2 | 538:432 | 16 |
| 4.               | USA         | 9 | 5 | 4 | 411:422 | 14 |
| 5.               | Brazílie    | 9 | 4 | 5 | 557:503 | 13 |
| 6.               | Jugoslávie  | 9 | 3 | 6 | 490:532 | 12 |
| 7.               | Peru        | 6 | 0 | 6 | 234:472 | 6  |
| 8.               | Jižní Korea | 8 | 6 | 2 | 574:462 | 14 |
| 9.               | Japonsko    | 8 | 3 | 5 | 444:530 | 11 |
| 10.              | Francie     | 8 | 3 | 5 | 413:451 | 11 |
| 11.              | Chile       | 8 | 3 | 5 | 404:514 | 11 |
| 12.              | Paraguay    | 8 | 2 | 6 | 372:434 | 10 |
| 13.              | Argentina   | 8 | 1 | 7 | 442:566 | 9  |